# 作業科学
作業科学 (さぎょうかがく、英語: occupational science) は、作業の本質、作業と健康、作業と幸福を探求する学問である。
作業科学における作業とは人々が何かすることである。

## 作業療法と作業科学の関係
- 作業療法とは、何らかの理由で作業ができない人々を支援し、作業ができるようにする知識と技術の総称である。
- 作業科学とは、作業の知識を深め、作業療法で活用できる知識と技術を開発し、発展させる研究である。
- 作業科学は作業療法の基礎学問であり、作業療法で応用できる知識と技術を提供する役割がある。
- 作業療法は作業療法士が取りくむが、作業科学は作業療法士だけでなく哲学者、社会学者、文化人類学者等も取りくむ学際領域である。

## 作業科学の研究テーマ
- 人間の作業を特徴づけるものは何か？
- 人間の作業の形態、機能、意味は何か？
- 人間の作業と健康の関係は何か？
- 人間の作業と幸福の関係は何か？
- 人間の作業と発達の関係は何か？
- 人間の作業の問題の特徴は何か？

## 作業科学の研究拠点
作業科学の研究拠点はアメリカやオーストラリアの大学である。日本では県立広島大学、聖隷クリストファー大学、吉備国際大学、茨城県立医療大学、札幌医科大学、帝京科学大学が拠点である。